# تاریخچه خودکشی
نگرش‌ها در رابطه با مسئله خودکشی در طول تاریخ و میان فرهنگ‌های گوناگون، اغلب منفی و نکوهیده ولی همواره متفاوت بوده است.

## تاریخ باستان و میانه
در کل، در جهان پاگان، یونان باستان و روم، نگرش‌ها نسبت به خودکشی، جبهه‌گیرانه نبوده است. کنگره آرل در ۴۵۲ میلادی اعلام کرد که «چنانچه برده‌ای خودکشی کند، نمی‌بایست اربابش مجازات شود.» در قرون وسطی کلیسا آزادانه در رابطه با شهادت در نظر گرفتن برخی موارد خودکشی به بحث می‌پرداخت.
برخی مسیحیان نیز در رابطه با مخالف متفکران یونان باستان بودند. به‌طور مثال فیثاغورث که مخالف این کار بود اما نه به سبب‌های دینی، بلکه از نظر علم ریاضی. وی معتقد بود تنها تعداد محدودی روح برای بدن‌ها در جهان وجود دارد و از بین رفتن ناگهانی یک روح، طراز شمار منظم ارواح را از بین می‌برد. ارسطو نیز خودکشی را تقبیح می‌کرد؛ اما به دلایل کاملاً متفاوت و عمل‌گرایانه‌تری. وی خودکشی را نوعی دزدی می‌دانست؛ چراکه معتقد بود فردی که با خودکشی از بین برود، در واقع جامعه را از خدمت یکی از اعضایش محروم کرده است و آن شخص با این کار خدمتش را از جامعه دریغ کرده است. در نوشته‌ای از فایدون آمده که افلاطون نیز با خودکشی مخالف بود؛ تا آن حد که دفاع سقراط از گفته‌های ارفیکس مبنی بر اینکه بدن انسان در تملک خداوند است و هرکه به خود آسیبی وارد کند، حق‌الله را پایمال کرده است را پذیرفته می‌دانست.

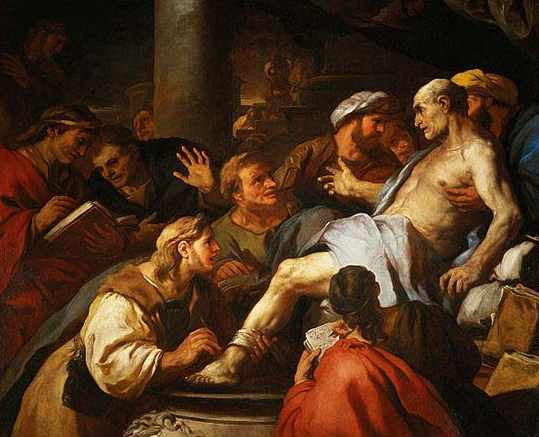
مرگ سِنِکا (۱۶۸۴ میلادی). اثر لوکا گیوردانو که خودکشی سنکای جوان در روم را نمایش می‌دهد.

در روم باستان، خودکشی جرم محسوب نمی‌شد و نگاه رومی‌ها به این مسئله عمل‌گرایانه بود. این مسئله به خوبی در مثالی که تیتوس لیویوس از مارس می‌آورد، نشان داده شده است. کسی که در روم می‌خواست خود را بکشد، ابتدا تقاضای خود را به سنای روم ارائه می‌کرد و چنانچه دلایلش منطقی می‌بود، به وی اجازه استفاده از شوکران زهرآلود به صورت رایگان داده می‌شد. اما خودکشی در سه حالت غیرقانونی بود: خودکشی کسانی که به اعدام محکوم شده بودند، خودکشی بردگان و خودکشی سربازان. دلیل هر سه نیز یکسان بود: مرگ این افراد غیر اقتصادی بود. اگر فردی پیش از محکومیت و دادگاهی شدن خود را می‌کشت، دیگر دولت حق نداشت اموالش را مصادره کند. خودکشی یک سرباز نیز به جز در مواقع جنگ و به نیت اسیر نشدن به منزله فرار از خدمت در نظر گرفته می‌شد. در رابطه با بردگان نیز چنانچه برده یا کنیزی خود را در ۶ ماهه پس از خریداری شدن می‌کشت، صاحبش حق داشت از فروشنده تقاضای پس گرفتن پولش را بکند.
با این حال رومی‌ها «خودکشی وطن‌پرستانه» را کاملاً قبول داشتند، نمونه ای بارز خودکشی بسیاری از افسران رومی در نبرد جنگل توتبورگ بود.رواقیون که در یونان کار خود را آغاز کردند، مرگ به مثابه گونه‌ای تضمین آزادی‌های فردی قلمداد می‌شد؛ راهی برای خروج از وجود غیرقابل تحمل. این نوع مرگ، 'مرگ پیروزمندانه' و مدلل در نظر گرفته می‌شد. برای نمونه، سنکای جوان که مظنون به توطئه شده بود، توسط نرون مجبور به انجام خودکشی شد؛ امری که اکنون آن را خودکشی اجباری می‌نامند. رومی‌ها خودکشی مارکوس آنتونیوس را تنها به این سبب که به خاطر عشق، خود را کشته بود و نه به خاطر افتخار یا پیروزی، تقبیح می‌کردند.
کلیسا در قرون وسطی خودکش‌ها را طرد می‌کرد و جسدشان را در قبرستانی خارج شهر دفن می‌کرد.

## دگرگونی نگرش‌ها

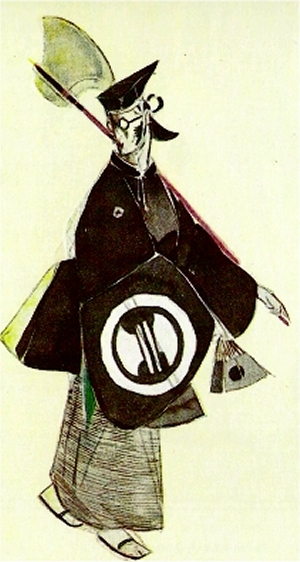
گیلبرت و سولیوان در اثر خود به نام میکادو غیرقانونی بودن خودکشی را به سخره گرفتند. در این اثر، کوکو که یکی از شخصیت‌هاست، تنها به سبب اینکه نمی‌خواهد جرمی مرتکب شود، از خودکشی منصرف می‌شود.

نگرش‌ها نسبت به خودکشی در دوره رنسانس همچون دیگر موضوع‌ها کم‌کم آغاز به دگرگونی کرد. تامس مور، انسان‌گرای انگلیسی، در اثر خود به نام آرمان‌شهر به سال ۱۵۱۶ میلادی نوشت که «هرکس به بیماری سختی دچار باشد، می‌تواند خود را از رنج ناشی از آن و زندگی زجرآور، برهاند…ازآنجا که با مرگ، نه به لذایذ، که به رنج‌هایش پایان می‌دهد… خودکشی مقدس خواهد بود». جان دان نیز در اثر خود بیاثاناتوس با آوردن نمونه‌هایی از کتاب مقدس همچون عیسی، شمشون و طالوت، یکی از نخستین دفاعیات از خودکشی را ارائه می‌کند. البته وی همچنین دلایلی نیز می‌آورد که می‌بایست در شرایطی از خودکشی حتماً جلوگیری شود.
در اواخر قرن ۱۷ و اوایل قرن ۱۸ حتی برخی مسیحیان برای فرار از عواقب اخروی خودکشی، همچون سوختن در جهنم تا ابد، کلاه شرعی سر خود می‌گذاشتند. به‌طور مثال زنی سوئدی به نام کریستینا ژوهانسداتر، متوفی به سال ۱۷۴۰، در استکهلم کودکی را کشت تنها به این خاطر که او را به سبب قتل اعدام کنند، و بدین صورت مرگ او ناشی از خودکشی نبوده باشد تا در جهان آخرت و در جهنم ابدی نسوزد.
با سکولار شدن جوامع که از عصر روشنگری آغاز شده بود، عقاید مذهبی و سنتی در رابطه با خودکشی نیز زیر پرسش رفت و تا در نهایت به دیدگاه امروزی و نوین رسیدیم. دیوید هیوم معتقد بود که خودکشی جرم نیست؛ چراکه فردی جز خودکش متضرر نمی‌شود و این تنها مربوط به خود فرد است. وی در کتابش به سال ۱۷۷۷ به نام مقالاتی پیرامون خودکشی و ابدی بودن روح این گونه پرسید که: «چرا باید یک وجود غم‌بار را ادامه دهم؟ تنها بدین سبب که ممکن است جامعه از خدمات پوچ من منتفع شود؟» افکار عمومی نیز به سال ۱۷۸۹ این پرسش را که “آیا خودکشی، عملی از روی شجاعت است؟ ” را مورد توجه قرار داد.
تا قرن ۱۹ دیدگاه‌ها در رابطه با خودکشی در اروپا از یک گناه به تنها دیوانگی محض دگرگون شدند. با آنکه در آن زمان هنوز خودکشی غیرقانونی بود، اما موضوع طنزپردازی‌های فراوانی شد.
در سال ۱۸۷۹، در قوانین انگلیس، میان خودکشی و قتل تفاوت در نظر گرفته شد. با این وجود، حتی در آن زمان هم اموال فرد خودکش پس از مرگ توسط دولت ضبط می‌شد. در سال ۱۸۸۲ در انگلیس اجازه داده می‌شد که جسد فرد خودکش در هنگام روز دفن گردد و تا اواسط قرن ۲۰ خودکشی در بیشتر کشورهای غربی قانونی شد.

## خودکشی نظامیان
در تاریخ باستان برخی خودکشی‌ها پس از شکست در جنگ و برای فرار از نتایج آن همچون شکنجه شدن، مثله شدن و به بردگی کشیدن شدن توسط دشمن، صورت می‌پذیرفته است. به‌طور مثال قاتلان ژولیوس سزار، یعنی مارکوس یونیوس بروتوس و گایوس کاسیوس لونگینوس پس از آنکه در حمله فیلپی شکست خوردند، دست به خودکشی زدند. شورشیان یهودی در یک خودکشی گروهی در ماسادا به سال ۷۶ د. م و برای جلوگیری از برده‌شدن توسط سربازان امپراتوری روم خود را هلاک کردند.

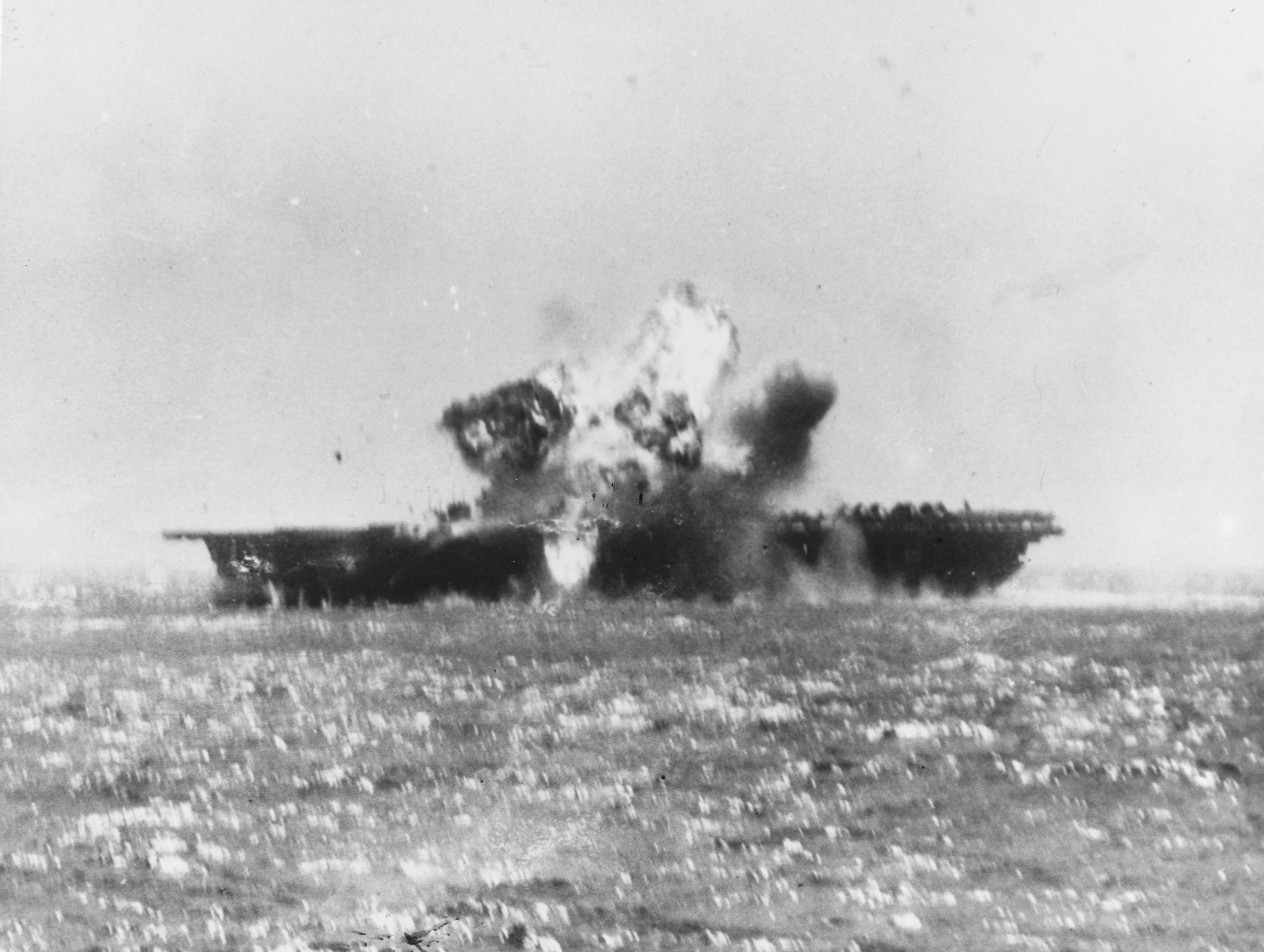
یک کامی‌کازه ژاپنی پس از برخورد با کشتی «اِسِکس» (Essex) به سال ۱۹۴۴ منفجر شد.

طی جنگ جهانی دوم خلبانان ژاپنی به جای تسلیم شدن، تا آخرین تن به پرواز کامی‌کازه‌ها ادامه دادند. تا پایان جنگ، نیروی دریایی ژاپن از این کامی‌کازه‌ها برای حمله به کشتی‌های متفقین بهره می‌برد. این سازوکار جنگی برگرفته از فرهنگ سامورایی بود که در آن، سربازان شکست خورده، برای فرار از ننگ اسیر شدن به دست دشمن، اقدام به هاراکیری می‌کردند.
در دوران نوین حملات انتحاری بیش‌تر توسط اسلام‌گرایان افراطی انجام می‌پذیرد. با وجود آنکه عمل خودکشی در احکام اسلام منع شده و نوعی گناه کبیره محسوب می‌شود، اما برخی روحانیون مسلمان این نوع عملیات را نه خودکشی بلکه عملیات استشهادی قلمداد می‌کنند. آن‌ها این‌طور استدلال می‌کنند که در خودکشی، فرد از روی ناامیدی و سیر شدن از دنیا جان خود را می‌گیرد ولی در عملیات شهادت‌طلبانه فرد هیچ میلی برای مردن ندارد و تنها به سبب شهادت این کار را می‌کند. لازم به تذکر است که همه روحانیون مسلمان چنین فکر نمی‌کنند.
همچنین در طول تاریخ، جاسوس‌ها همواره با خود قرص‌هایی برای خودکشی حمل می‌کرده‌اند تا چنانچه دستگیر شدند، هم به جهت لو ندادن اطلاعات و هم شکنجه نشدن، خودکشی کنند. حتی به برخی از این جاسوس‌ها دستور داده می‌شد که حتماً در صورت دستگیری خود را بکشند. به‌طور مثال فرانسیس گری پاورز یک قرص خودکشی با خود به همراه داشت، اما پس از دستگیری موفق نشد از آن استفاده کند.

## خودکشی معترضان اجتماعی
خودکشی بردگان در جنگ داخلی آمریکا به عنوان نوعی اعتراض اجتماعی در نظر گرفته شده است. برخی بردگان در آثار برخی مخالفان برده‌داری همچون ویلیام لیولد گریسون به عنوان کسانی که با مرگشان به ریاکاری در قانون اساسی ایالات متحده آمریکا اعتراض کرده‌اند، در نظر گرفته می‌شوند.
برخی روحانیون بودایی در دهه ۱۹۶۰ همچون تچ کوانگ دوک در ویتنام جنوبی توجه جهان غرب را نسبت به اعتراضات علیه رئیس‌جمهور نگو دین دیم به وسیله خودسوزی جلب کردند. حوادث مشابهی در اروپای شرقی همچون مورد یان پالاخ پس از حمله پیمان ورشو به چکسلواکی اتفاق افتاد. در ۱۹۷۰ یک دانشجوی زمین‌شناسی یونانی به نام کستاس جورجاکیس در ایتالیا خود را به آتش کشید تا علیه نظامی‌گری در این کشور بیان کند.
در طول انقلاب فرهنگی چین یعنی از ۱۹۶۶ تا ۱۹۷۶، مشاهیر، روشن‌فکران و نویسندگان بی‌شماری خودکشی کردند تا از پی‌گرد قانونی در امان بمانند. با این کار آن‌ها می‌خواستند گرفتار ارتش سرخ چین نشوند. برخی معتقدند بیش‌تر این خودکشی‌ها داوطلبانه و از روی میل شخصی نبوده و بلکه به سبب بدرفتاری‌ها صورت می‌گرفته است. به‌طور نمونه لاو شی یکی از بهترین نویسندگان قرن بیستم چین و فان چانگژیانگ روزنامه‌نگار چینی.
الیاهو ریپز که در دانشگاه لاتویا و در رشته ریاضی تحصیل می‌کرد، در ۱۳ آوریل ۱۹۶۹ اقدام به خودسوزی کرد تا علیه حمله پیمان ورشو به چکسلواکی اعتراض کرده باشد.

## خودکشی‌های مشهور در تاریخ
- کیم جونگ هیون
- بودیکا
- مارکوس آنتونیوس
- کلئوپاترا
- یهودا اسخریوطی
- هانیبال
- نرون
- ویرجینیا وولف
- صادق هدایت
- آدولف هیتلر
- ارنست همینگوی
- سیلویا پلات
- مارینا تسوتایوا
- یوکیو میشیما
- هانتر اس. تامپسون
- کرت کوبین
- لودویگ بولتسمان
- ایان کرتیس
- ونسان ون گوگ